# Lampides duvana
Lampides duvana är en fjärilsart som beskrevs av Hans Fruhstorfer 1921. Lampides duvana ingår i släktet Lampides och familjen juvelvingar. Inga underarter finns listade i Catalogue of Life.